# 보편 부활
보편 부활 또는 일반 부활 (Universal resurrection or general resurrection)은 일부 기독교 교파들이 주장하는 교리로서, 한번 생존했다가 죽은 모든 사람들이 최후의 심판을 받기위해서 죽은자들로부터 부활 할 것이라고 주장한 교리이다.

## 같이 보기
- 부관참시
- 과거주의